# Thiodina robusta
Thiodina robusta là một loài nhện trong họ Salticidae.
Loài này thuộc chi Thiodina. Thiodina robusta được Cândido Firmino de Mello-Leitão miêu tả năm 1945.